# Popeștii de Sus

Popestii de Sus est situé en Moldavie

Popeștii de Sus est un village du raion de Drochia, en Moldavie, administré par Iurie Grosu. Au recensement de 2004, le village compte 1 784 habitants. La population baisse en dix ans pour atteindre 1 463 habitants en 2014.
Le village existe 1606.
Entre les villages de Popeștii de Sus et de Băxani (en) se trouve la réserve naturelle de Pădurea Băxani (ro).